# Taimar
Taimar (en árabe: بني تيمان‎, en francés: Beni Taimane) es una localidad marroquí perteneciente al municipio de Muley Hamed Cherif, en la región de Tánger-Tetuán-Alhucemas. Desde 1912 hasta 1956 perteneció a la zona norte del Protectorado español de Marruecos.